# Ramón Díaz
Ramón Díaz (n. 29 august 1959, La Rioja, Argentina) este un fotbalist argentinian retras din activitate, care a jucat pe post de atacant la echipe ca River Plate, Avellino și Fiorentina. Pe plan internațional, are prezențe la națională pentru Argentina și Argentina U20⁠(d). După încheierea carierei, a devenit antrenor, și a antrenat, printre altele, River Plate, Al-Hilal și San Lorenzo.

## Statistici
| Argentina | Argentina | Argentina |
| An        | Meciuri   | Goluri    |
| --------- | --------- | --------- |
| 1979      | 1         | 1         |
| 1980      | 9         | 4         |
| 1981      | 4         | 1         |
| 1982      | 8         | 4         |
| Total     | 22        | 10        |